# Warre Vangheluwe
Warre Vangheluwe (Tielt, 23 de julio de 2001) es un ciclista profesional belga que compite con el equipo Soudal Quick-Step.

## Trayectoria
En agosto de 2023 fichó por el Soudal Quick-Step de cara a 2024 tras haber competido durante la temporada con su equipo de desarrollo. En su primer año con el conjunto principal sumó dos victorias, una etapa en los Cuatro Días de Dunkerque, en la que el pelotón estuvo cerca de cazarle en los metros finales, y otro triunfo parcial al esprint en el Tour de Guangxi.

## Palmarés
2023
- Youngster Coast Challenge
- Omloop Mandel-Leie-Schelde

2024
- 1 etapa de los Cuatro Días de Dunkerque
- 1 etapa del Tour de Guangxi

## Equipos
- Team Elevate p/b Home Solution Soenens (2022)
- Soudal Quick-Step Devo Team (2023)
- Soudal Quick-Step (2024-)